# Gmina Massie
Gmina Massie (ang. Massie Township) – gmina w Stanach Zjednoczonych, w stanie Ohio, w hrabstwie Warren. W 2020 roku liczyła 1195 mieszkańców.